# Centre de formalités des entreprises
Pour les articles homonymes, voir CFE.
En France, les centres des formalités des entreprises (CFE), créés en 1981, permettent la réalisation des déclarations nécessaires à la création d'entreprise, en un même lieu, en une seule fois et sur un même document (« liasse unique »).

## Historique
Les centres des formalités des entreprises (CFE) sont créés par décret en 1981 en vue de simplifier les démarches des chefs d'entreprises, en particulier celles relatives aux créations. Les CFE peuvent être alors créés par plusieurs types de structures : les chambres de commerce et d’industrie, les chambres de métiers et de l'artisanat, l'Urssaf, les caisses générales de sécurité sociale, les greffes des tribunaux de commerce ou de grande instance et les centres des impôts.
En 1984, un décret rend obligatoire le recours à ces centres lorsqu'ils sont créés depuis au moins un an. En 1985, des CFE fonctionnent sur l'ensemble du territoire français.
La loi Pacte relative à la croissance et la transformation des entreprises a substitué un guichet unique électronique aux différents CFE à compter de 2023,.

## Organisation et missions
La mission des CFE est une mission de service public visant à simplifier les démarches administratives dans le cadre des relations entre l'État et les entreprises. Leur mission et fonctionnement sont précisés dans le code du commerce.
Il existe sept catégories de CFE selon le statut et la forme juridique de l'entreprise :
| CFE compétents                                                                       | Professionnels concernés |
| ------------------------------------------------------------------------------------ | --- |
| Chambres de commerce et d’industrie (CCI)                                            | Entreprises commerciales, artisans de plus de 10 salariés, micro-entrepreneurs exerçant une activité commerciale |
| Chambres des métiers et de l’artisanat (CMA)                                         | Artisans de moins de 11 salariés, entreprises commerciales exerçant une activité artisanale et employant moins de 11 salariés, micro-entrepreneurs exerçant une activité artisanale |
| Greffes du tribunal de commerce ou tribunal de grande instance (pour Alsace-Moselle) | Sociétés civiles autres que commerciales, sociétés d’exercice libéral, établissements publics industriels et commerciaux (EPIC), agents commerciaux personnes physiques, groupements d’intérêt économique (GIE), groupements européens d’intérêt économique (GIEE), associations ou indivisions assujetties aux impôts commerciaux, activités de location de logements meublés non professionnelles |
| URSSAF ou Caisse générale de sécurité sociale dans les DOM                           | Activités libérales, organismes employant du personnel mais non immatriculés à un registre professionnel (administrations, associations, collectivités locales, syndicats ou comités d’entreprises) |
| Chambres d’agriculture (CA)                                                          | Entreprises exerçant à titre principal une activité agricole, exploitants forestiers, bailleurs de biens ruraux |

En 2019, les CFE sont au nombre de 1 400 en France, tous réseaux confondus. Ils traitent chaque année près de 4 millions de formalités, dont environ 30 % concernent la création, 55 % la modification et 15 % la radiation.
Depuis 2011, une commission de coordination des CFE est chargée de coordonner et d'harmoniser les actions des CFE.